# جایزه سالیانه تی‌وی‌بی
جایزه سالیانه تی‌وی‌بی (چینی: 萬千星輝頒獎典禮) نام جایزه‌ای تلویزیونی در کشور هنگ کنگ است که همه‌ساله به برترین‌های تلویزیونی در شاخه‌های مختلف هنری اهدا می‌شود.
تندیس زرین این جایزه، مرد و زنی است که با هم، نماد مربع‌شکلِ تی‌وی‌بی را با دستانشان بلند کرده‌اند.
این جایزه، معادلِ هنگ کنگی جایزه امی در ایالات متحده آمریکا است.
مجری مراسم اهدای این جایزه از سال ۲۰۶۶ میلادی، کارول چنگ بوده است.